# Laboulbenia gyrinicola
Laboulbenia gyrinicola Speg. – gatunek grzybów z rzędu owadorostowców (Laboulbeniales). Pasożyt owadów.

## Systematyka i nazewnictwo
Pozycja w klasyfikacji według Index Fungorum: Laboulbenia, Laboulbeniaceae, Laboulbeniales, Laboulbeniomycetidae, Laboulbeniomycetes, Pezizomycotina, Ascomycota, Fungi.
Gatunek ten po raz pierwszy opisał Carlo Luigi Spegazzini w 1914 r.
Synonim: Laboulbenia gyrinicola subsp. stagnalis Speg. 1914:

## Charakterystyka
Grzyb entomopatogeniczny, pasożyt zewnętrzny owadów. Notowany na chrząszczach (Coleoptera) z rodziny krętakowatych (Gyrinidae) należących do rodzajów Gyrinus i Orectochilus. Nie powoduje ich śmierci i zazwyczaj wyrządza im niewielkie szkody.